# Newcastle, Texas
Newcastle là một thành phố thuộc quận Young, tiểu bang Texas, Hoa Kỳ. Năm 2010, dân số của xã này là 585 người.

## Dân số
- Dân số năm 2000: 575 người.
- Dân số năm 2010: 585 người.